# Friedrich Reinitzer
Friedrich Richard Reinitzer (Praga, 25 de febrer de 1857 - Graz, 16 de febrer de 1927) va ser un botànic i químic austríac. A la darreria de la dècada de 1880, experimentant amb la fusió del benzoat de colesteril (èster derivat del colesterol), descobrí les propietats del cristall líquid (al que Otto Lehmann posteriorment va donar aquest nom).
Reinitzer nasqué a la Bohèmia germànica. Estudià química a la Universitat Tècnica de Praga, on hi donà classes des de 1883. Als anys des de 1881 a 1888 va ser ajudant de botànica de l'Institut de fisiologia vegetal de la Universitat Germànica de Praga. L'any 1891 hi va ser professor ajudant de química agrícola L'any 1895 es traslladà a la Universitat de Graz, de la que durant 1909 - 1910 en va ser el rector.
L'any 1888 descobrí l'estrany comportament dels que després Lehmann, a qui va consultar ràpidament, va anomenar cristalls líquids. Reinetzer descobrí en els èsters de colesterol tres característiques importants dels cristalls líquids colestèrics:
- La presència de dos "punts de fusió" (punt de fusió i punt de clarificació que és la temperatura en la que té lloc la transició entre la mesofase i la fase isotròpica[2])
- La reflexió de la llum polaritzada circularment
- La capacitat de rotar la direcció de la llum polaritzada

El descobriment rebé molta atenció científica però fins a la dècada de 1970 no va tenir aplicacions pràctiques

## Algunes obres
- F. Reinitzer (1888) "Beiträge zur Kenntnis des Cholesterins", Monatshefte für Chemie 9:421–41.
- F. Reinitzer (1891) "Der Gerbstoffbegriff und seine Beziehung zur Pflanzenchemie", Lotos 39.